# 大阪証券ビル本館
大阪証券ビル本館（おおさかしょうけんビルほんかん）とは、かつて日本の大阪府大阪市中央区北浜にあった建築物である。別称は事務所、別館など。

## 沿革
かつての大阪株式取引所が事務所として、市場館を落成させて程なく1935年（昭和10年）8月25日より建設に着手して、1937年（昭和12年）5月8日竣功を遂げた。
同所は第二次世界大戦中に日本証券取引所として統合されたので同所の所有となることを経て、日本敗戦後の1945年（昭和20年）10月11日よりは連合国軍最高司令官総司令部が接収し病院となすに至った。然るに同司令部の命による同所解散後はその施設を引き継がせる主意より設立された平和不動産会社が所有して新たに発足した大阪証券取引所が賃借する運びとなったのである。1952年（昭和27年）9月6日には接収が解かれたので翌1953年（昭和28年）4月20日より改装工事に着手されて同年7月17日完成記念の催しが行われた。
時勢の推移より、これを建て替えようとする議が纏まったので破壊され、跡地に大阪証券取引所ビル別館と称する建築がなされた。

## 建築概要
設計は長谷部竹腰建築事務所である。